# 박종원 (축구인)
박종원 (朴鍾遠, 1955년 4월 12일 ~ )은 대한민국의 축구 선수로, 1981년 서독으로 진출하여 당시 분데스리가 1부 소속인 1. FC 카이저슬라우테른 그리고 벨기에 2부 리그 신트트라위던 VV 등에서 활약하였다. 그 후 K리그로 돌아와 대우 로얄즈에서 활약하였다. 1980년 킹스컵 국제축구대회에서 8골로 득점왕에 오르기도 하였다.